# Viale della Regione

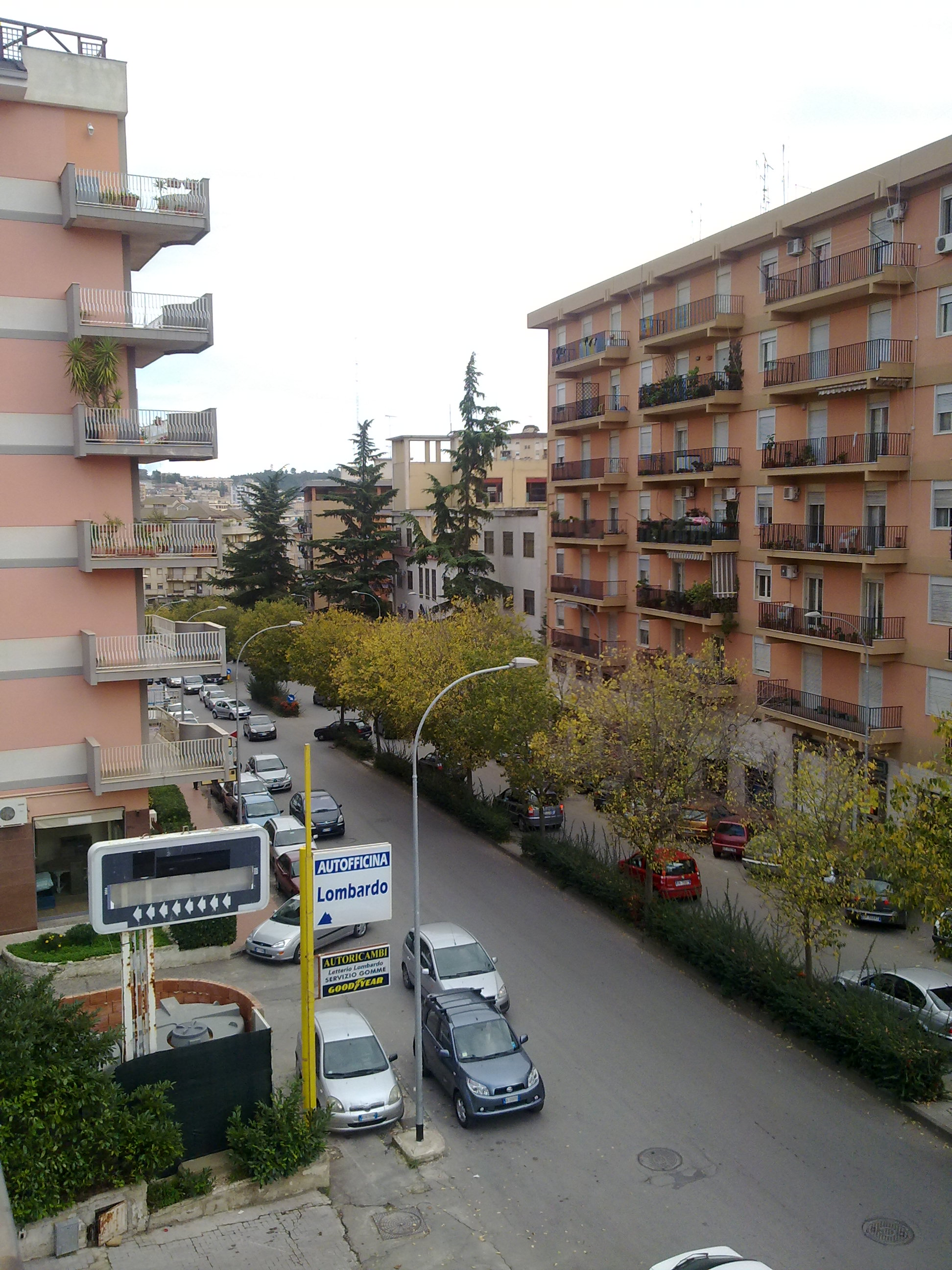
Veduta di parte di Viale della Regione

Viale della Regione è una strada di Caltanissetta. Il percorso che descrive e l'elevato volume di traffico che è in grado di ospitare la rendono una delle più importanti strade della città. Il viale attraversa gran parte del quartiere Palmintelli, rappresentandone il principale asse viario.

## Storia

### Gli anni Cinquanta e Sessanta
Fino al secondo dopoguerra, la strada, che nel suo intero tragitto continuava fino ad Agrigento, ha avuto la funzione di collegamento tra il centro cittadino e le campagne situate ad ovest della città, in contrada Palmintelli, che negli anni del boom economico fu scelta come zona di nuova espansione urbana per via della sua conformazione morfologica, con lievi pendii, ideale alla costruzione di nuovi edifici.
A dare il via all'urbanizzazione fu lo stato italiano, che tra gli anni cinquanta e sessanta costruì degli alloggi popolari alle porte della città, e un villaggio con i fondi dell'UNRRA a metà strada tra Caltanissetta e San Cataldo (ora totalmente inglobato al tessuto urbano della città). Entrambi i progetti furono realizzati su quella strada, l'unica nella zona, che nel frattempo aveva assunto la denominazione di Via Palmintelli, che da allora sarà la protagonista della crescita urbana della città durante tutti gli anni sessanta. Attorno agli edifici preesistenti sorsero infatti nuovi edifici e nuove vie secondarie che avrebbero costituito non molto tempo dopo, il quartiere Palmintelli.

### Il viale dagli anni Settanta ad oggi
Durante gli anni settanta, quando ormai il nuovo quartiere si estendeva fino a circa 1 km dal nucleo urbano del primo Novecento, il tratto centrale di via Palmintelli, lungo 490 m, fu interessato da importanti lavori di adeguamento, durante i quali furono create due carreggiate separate da uno spartitraffico alberato largo circa 4,5 m, e fu infine rinominata in Viale Della Regione. La trasformazione così radicale da normale via in "viale" fu dettata dalla necessità di rendere la strada adeguata all'importanza del ruolo a cui era stata destinata dal Piano Regolatore, che prevedeva la costruzione di alcuni importanti edifici statali, sorti da lì a poco, tra cui il Palazzo di Giustizia (la cui realizzazione compromise parte del preesistente Stadio Palmintelli) e l'Archivio di Stato, che avrebbero contribuito a trasformare la zona nel secondo polo direzionale della città.
Le vie che erano sorte nei dintorni della ex via Palmintelli, insolitamente disposte ordinatamente in griglia (cosa inusuale tra le strade dei quartieri periferici di Caltanissetta), furono dedicate ad alcune regioni italiane sia storiche che attuali, mentre la principale strada parallela, a sud, fu chiamata Viale Sicilia.
L'espansione della città non si fermò e continuò in tutta la contrada Palmintelli fino al Poggio Sant'Elia, usando come direttrice principale il nuovo viale. Negli anni novanta anche i successivi 550 m furono ampliati e divisi in due carreggiate, a fronte di un crescente volume di traffico che ormai affollava la strada.

## Percorso

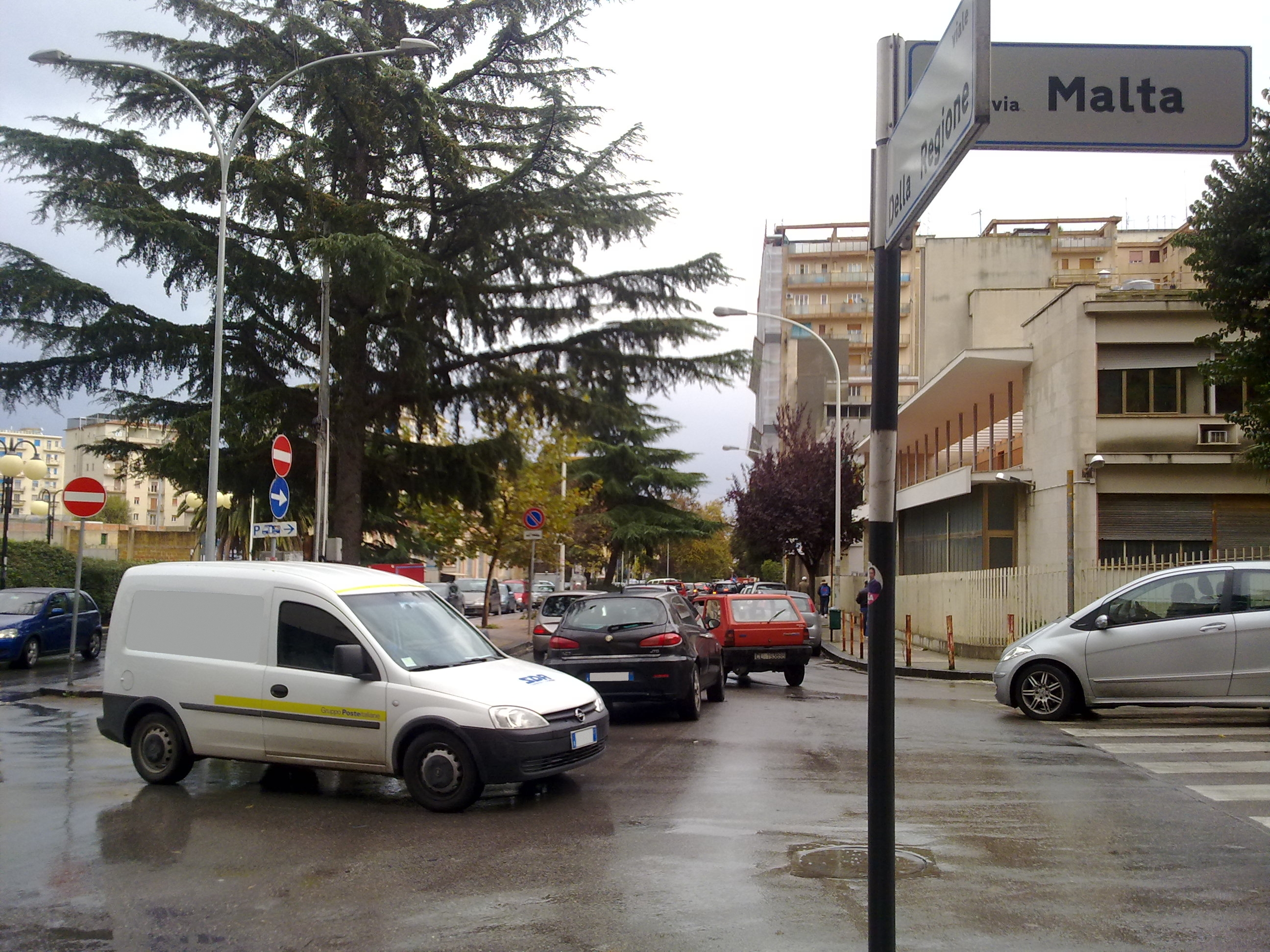
Il Viale all'incrocio con Via Malta e Via Libertà

Con i suoi 1050 m in direzione est-ovest il viale fa parte del percorso urbano ormai dismesso della SS 122, e rappresentava in passato l'unico collegamento stradale con San Cataldo. Collega il centro geografico della città, corrispondente all'antico Borgo Palmintelli, alla periferia ovest, dove si trova il principale ingresso a Caltanissetta.
Ha origine a est dall'intersezione di via Calabria e via Rosso Di San Secondo che, divise da un isolato che comprende tra l'altro l'antico borgo Palmintelli, corrono parallele con senso unico di marcia opposto tra loro (la prima, a sud, corre verso est e la seconda, a nord, verso ovest).
Il viale corre lungo un percorso sempre rettilineo, che curva leggermente a sinistra in corrispondenza dell'incrocio (a rotatoria) con Via De'Nicola. Le carreggiate sono divise da uno spartitraffico alberato (largo circa 4,5 m nel primo tratto) per tutto il suo tracciato, tranne che in prossimità di alcuni incroci.
Il viale termina alla rotatoria Sant'Elia, punto di giunzione tra il quartiere Palmintelli e il Poggio Sant'Elia, dove continua verso ovest con il nome di Viale Luigi Monaco.

## Monumenti e luoghi d'interesse
Lungo il percorso sono presenti molti edifici di notevole interesse storico e architettonico fra i quali (da est a ovest):
- Palazzo Conte Testasecca
- Stadio Palmintelli
- Palazzo di Giustizia
- Archivio di Stato
- ex Caserma militare e polveriera Capitano Franco
- Capannoni ex Fiat Trattori[1]

Inoltre il viale attraversa Piazza Falcone Borsellino, su cui si affaccia il Palazzo di Giustizia.